# Simputer

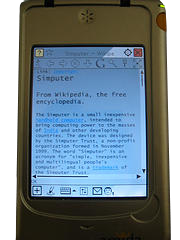
Computador portátil Simputer.

Simputer é um computador portátil desenhado por cientistas indianos e engenheiros da Encore Software Ltd. (www.ncoretech.com) e do Instituto de Ciência, Bangalore, na Índia. Com base na CPU StrongARM e Linux, ele usa gráficos e saída de voz para apelar aos usuários em países do terceiro mundo com alfabetização limitada. Ele também contém um leitor de cartão inteligente para transações financeiras e um navegador que renderiza conteúdo no baseada em XML Informações Markup Language (IML), que foi projetado para dispositivos como o Simputer. open source Anunciado em 1999, as especificações de hardware e software foram feitos e fazem parte da organização sem fins lucrativos Simputer Trust (www.simputer.org). Em 2004, uma versão chamada a Amida Simputer foi introduzida a apelar para o mercado de varejo.